# Rezanje limova
Rezanje limova je ručna obrada ili strojna obrada metala kojom se razdvajaju limovi primjenom dviju oštrica, postavljenih tako da se jedna može pokretati u odnosu na drugu.

## Podjela
Za rezanje tanjih limova koriste se škare za lim koje su nalik ostalim ručnim škarama, dok se za deblje limove koriste stolne polužne škare, a za limove deblje od 3 milimetara i strojne škare, pokretane elektromotorom. Takve su vrste škara različitih izmjera (dimenzija) i snaga, a najviše se primjenjuju u brodogradnji i kotlogradnji. Kombinirane strojne škare opremljene su i specijalnim oštricama za rezanje čeličnih profila, okrugloga željeza i drugih poluproizvoda. Postoji posebna vrsta strojnih škara za kružno isijecanje limova, za rasijecanje limenih ploča u vrpce i slično. Njezine su oštrice u obliku kotačića s oštrim bridom među koje se utiskuje materijal koji se želi rasjeći. Električne škare kao ručni alat različitih su izvedbi.

### Ručne škare za lim
Ručne škare za lim služe za rezanje lima debljine do 2 milimetra. Izrađuju se od ugljičnog ili legiranog čelika koji se zakali. Ravno rezanje izvodi se škarama s ravnom oštricom, pod kutom od 90˚ u odnosu na ravninu rezanja. Kružno rezanje izvodi se sa škarama s poluokruglom oštricom, tako da se pokreti kombiniraju s okretanjem lima. Izrezivanje provrta izvodi se sa škarama sa savijenom oštricom. Rezanje ručnim škarama može se izvesti i tako da se jedan krak škara stegne u škripac ili se zabije u drveni panj. Kut otvora škara ne smije biti suviše velik (do 14˚), da se predmet obrade ne bi izvlačio iz noževa škara. Rezanje je lakše ako su duži krakovi drške. Po škarama se ne smije udarati čekićem.

### Stolne polužne škare
Stolne polužne škare ili stolne škare s ručicom mogu rezati limove do 5 milimetara. Na postolju, koji se vijcima steže u stalak (noge), nalaze se dvije oštrice, koje se mogu mijenjati. Polugom pokreće se pokretna oštrica preko ozubljenog dijela i kojima je dodan potiskivač za čvrsto držanje lima pri rezanju. Neke vrste ovih škara mogu odrezivati i okrugle te kvadratne šipke, uz dodatak posebnog uređaja.

### Škare s protuutegom
Škare s protuutegom mogu rezati limove debljine do 6 milimetara. Duljina oštrice iznosi do 1 metar. Pokreti pri rezanju su ujednačeni protuutegom, koji se nalazi iza okretne točke i vraća nož u početni položaj. Izbacivanje limova ne dopušta pritiskivač, koji ujedno i štiti radnika od ozljede.

### Strojne škare
Strojne škare ili paralelne škare mogu rezati limove duljine do 6 metara i debljine do 25 milimetara. Sastoje se od postolja, stola s nepokretnom oštricom i pokretnog nosača oštrice (s gornje strane). Pokretni nosač oštrice pokreće se pomoću poluga i dva ekscentra, čvrsto vezanih na zajedničkom vratilu kojega pokreće elektromotor. Gibanje pokretnog nosača oštrice omogućavaju vodilice. Lim se gura po ploči za oslanjanje sve do graničnika, koji regulira širinu rezanja, a nalazi se na zadnjem dijelu stroja. Pritiskivač se spušta i blokira lim uzduž ravnine rezanja. Nož se spušta i vrši rezanje uključivanjem papučice. 